# Drummond Cove
Drummond Cove är en del av en befolkad plats i Australien. Den ligger i kommunen Geraldton-Greenough och delstaten Western Australia, omkring 380 kilometer norr om delstatshuvudstaden Perth. Antalet invånare är 761.
Närmaste större samhälle är Geraldton, omkring 12 kilometer söder om Drummond Cove. 
Runt Drummond Cove är det ganska tätbefolkat, med 230 invånare per kvadratkilometer. Stäppklimat råder i trakten. Genomsnittlig årsnederbörd är 360 millimeter. Den regnigaste månaden är juni, med i genomsnitt 65 mm nederbörd, och den torraste är februari, med 3 mm nederbörd.